# Route territoriale 11
Pour les articles homonymes, voir T11 et Route 11.
La route territoriale 11, ou RT 11, est une route territoriale française en voie rapide de 2x2 voies constituant l'accès sud de Bastia depuis l’automne 2014, remplaçant un tronçon de la route nationale 193 dans le cadre du schéma directeur des routes territoriales de Corse 2011-2021. Sa longueur est de six kilomètres.

## Itinéraire
- : Le port
- Début de la route territoriale 11
- : Bastia-centre-ville
- : Bastia-Vieux Port, Citadelle (demi-échangeur)
- Bastia-Saint-Joseph, Citadelle
- Piscine municipale, Centre technique municipal
- : Plage de l'Arinella
- : Montesoro
- : Z.I. de Volpajo
- : Furiani, Lido de la Marana
- RT 12 : Furiani, Port de la Carbonite
- : Biguglia, Zucullana
- RD 62 : Casatorra
- Carrefour giratoire entre RT 11 et RD 82
- RT 205 : Borgo (demi-échangeur)
- : Borgo (demi-échangeur)
- RD 507 : Bastia-Poretta, Lucciana, Crocetta
- RT 20 : Calvi, Ajaccio, Casamozza
- Carrefour giratoire entre RT 11 et RD 137
- Carrefour giratoire entre RT 11 et RT 10